# Maxim Gorkiy (турбоход)
Maxim Gorkiy (построен как Hamburg, переименован в Hanseatic, Максим Горький, 1992—2009 Maxim Gorkiy, с 2009 года Maxim M) — круизное судно, построенное на гамбургской верфи Deutsche Werft (ныне Howaldtswerke-Deutsche Werft GmbH) в 1969 году в качестве трансатлантического лайнера для линии Гамбург—Нью-Йорк.

## История постройки

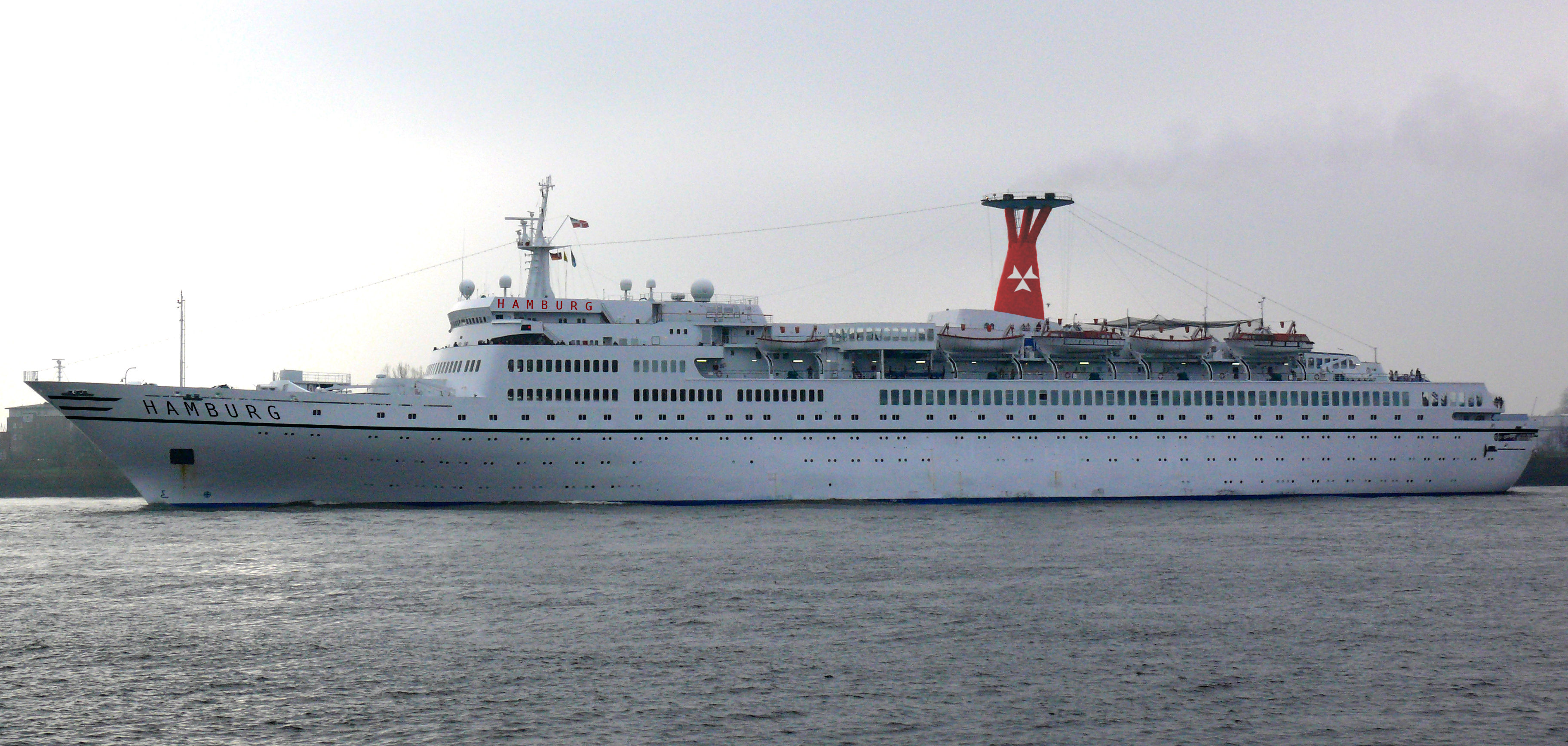
T S Hamburg,1969

Судно под заводским номером 825 было построено по заказу гамбургского пароходства «Deutsche Atlantik Linie». Решение о постройке было принято 10 октября 1966 и через 18 дней, 28 октября 1966 года, был подписан контракт о постройке океанского лайнера с верфью Howaldtswerke-Deutsche Werft A.G. Киль судна был заложен 21 июля 1967. При спуске на воду судно получило название Hamburg и его крёстной матерью стала Мария-Луиза Кизингер, супруга тогдашнего Федерального Канцлера ФРГ Курта Георга Кизингера.
Турбоход сдан в эксплуатацию 20 марта 1969 года и 28 марта 1969 отправился в свой первый рейс — Куксхафен — Южная Америка, продолжавшийся 36 дней.
В связи с нефтяным кризисом начала 1970-х, судно оказалось нерентабельным. 25 сентября 1973 оно было переименовано в «Hanseatic» и 1 декабря под этим названием было выставлено на продажу. Возможными покупателями были немецкая фирма HAPAG Lloyd, предлагавшая 50 миллионов марок, а также японская Ryutsu Kaiun K.K и американская Robin international, которая, приобретя судно в январе 1974 за 62 миллиона марок, тут же перепродала его ЧМП. 25 января 1974 года, в Гамбурге, на верфи Howaldtswerke-Deutsche Werft A.G, в торжественной обстановке был спущен флаг ФРГ и поднят флаг СССР.

## Под советским флагом

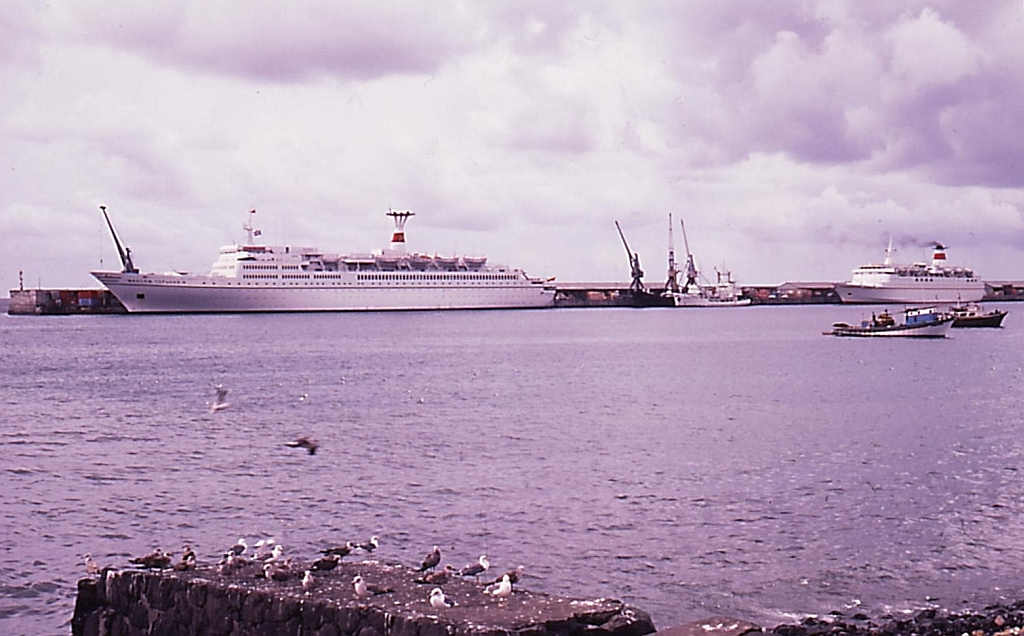
Два советских судна в иностранном порту Фуншал (Мадейра)

В 1974 году судно было куплено Черноморским морским пароходством и стало флагманом советского, а позже российского флота под именем «Максим Горький» в честь известного советского писателя. Первым его капитаном стал Сергей Леванович Дондуа, в дальнейшем Герой Социалистического Труда. Он пробыл капитаном до 1986 года.
До ввода в эксплуатацию в ЧМП, судно было зафрахтовано британской съёмочной группой и играло роль реально не существовавшего лайнера «SS Britannic» в фильме-катастрофе «Juggernaut».
Практически сразу после приобретения «Максим Горький» был передан во фрахт немецкой круизной компании «Neckermann und Reisen GmbH & Co» (NUR).
В ноябре 1975 события фильма неожиданно стали реальностью, когда была предпринята попытка потопить судно. Установленные во время стоянки в порту Сан Хуан 2 бомбы взорвались ниже ватерлинии в районе ахтерпика за 1 час до отхода судна из порта. Насосный агрегат правого борта сорвало с фундамента. Силами экипажа он был демонтирован и судно на следующий день снялось на Нью-Йорк. Все пассажиры остались на борту, так как пробоины были в балластном танке, на ход судна они не повлияли. Ремонт производился на заводе Bethlehems Steel, в Хобокене. А перед этим, в ноябре 1974 года в том же порту Сан Хуан и в то же время — 1 час ночи по местному времени с причала на борт судна была брошена граната, пострадали два матроса и электромеханик.
В том же Нью-Йорке 18 сентября 1980, местные власти не разрешили советскому лайнеру войти в порт в связи с вводом советских войск в Афганистан. Ему пришлось встать на якорь у Статен-Айленда, а пассажиров на берег доставили портовые суда. Экипажу был запрещен выход на берег, на судне возникла проблема с питьевой водой. Об этом писала газета «Правда», у Посольства США в Москве состоялась демонстрация протеста.
В период с 29 апреля по 2 июня 1988 года на верфи «Lloyd Werft» в Бремерхафене был произведен дорогостоящий модернизационный ремонт, установлено новейшее навигационное оборудование.
В сентябре 1988 года судно было передано на 20 лет во фрахт западногерманской компании «Phoenix Reisen», несмотря на последующие смены владельцев. А во флоте фирмы «Neckermann» его сменил только что приобретённый «Vasco da Gama».
За годы длительных кругосветных рейсов среди членов экипажа сложились многие семьи, впоследствии прожившие вместе долгую жизнь, родившие детей.

## Авария у берегов Шпицбергена
В ночь с 19 на 20 июня 1989 года лайнер под командованием капитана Марата Султановича Галимова
попал в ледовое поле в Гренландском море у берегов Шпицбергена (77.37 с.ш и 4.10 в. д.) и получил значительные пробоины. Были затоплены 2-й,3-й и 4-й отсеки. На борту в тот момент были 575 пассажиров и 378 членов экипажа.
В операции по спасению принимали участие норвежский сторожевой корабль Senja (капитан Сигурд Клейвен), вертолеты береговой охраны Норвегии и советские суда: спасатели «Заря», «Агат» и теплоход «Печенга» (капитан В. Палий) СМП. Благодаря самоотверженной работе экипажа и спасателей, удалось предотвратить гибель корабля и человеческие жертвы. Последовавший за этим аварийно-восстановительный ремонт на верфи Lloyd Werft в Бремерхафене продолжался с 4 июля по 17 августа 1989 и обошёлся более чем в 30 миллионов марок.
Это была уже вторая авария «Максима Горького» в районе Шпицбергена. Первая произошла летом 1977 года, когда капитаном судна был Валентин Сидоров, а Марат Галимов — старпомом. Судно получило пробоину бульба и правого борта в районе столовой экипажа. Ремонт борта был произведен силами экипажа, а полный ремонт произведен в декабре этого же года в доке Гамбурга.

## Участие во встрече на Мальте
Историческая встреча и переговоры лидеров двух сверхдержав — СССР и США — Горбачева и Буша  2-3 декабря 1989 года состоялись на борту «Максима Горького», стоящего на рейде Ла-Валлетты (Мальта).

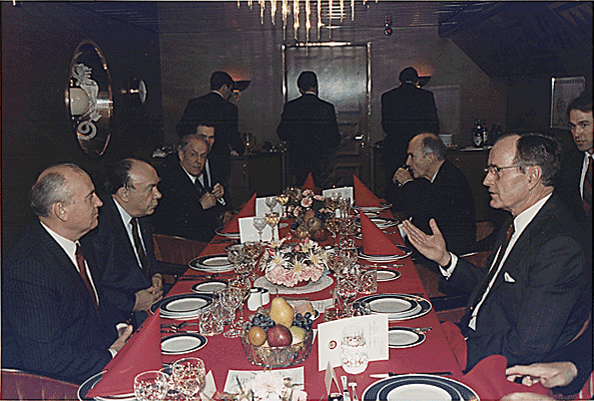
Переговоры М.С.Горбачёва и Дж. Буша на борту «Максима Горького» (1989)

## Пожар на судне
Ещё одна авария на судне произошла во время третьего рейса на Шпицберген 26 июля 1991 года. В каюте № 519 экипажа (палуба «Нептун») начался пожар, который был быстро ликвидирован, уже через 45 минут пассажиры смогли вернуться в свои каюты.
В дыму погибли три человека — дневальная Лидия Ивановна Пивовар (36 лет), а также граждане Англии (Жаклин Леслей — парикмахер) и Австрии (Бертрам Шнейдер — парикмахер). 29 июля в норвежском порту Хоннингсвог тела погибших были переданы представителям советского и иностранных посольств для доставки на родину. Это был самый трагический инцидент за всю историю «Максима Горького». Официальной версией было короткое замыкание и взрыв телевизора, хотя ещё долгое время транспортная прокуратура пыталась выяснить, не является ли причиной пожара кипятильник.

## После распада СССР
В конце 1991 — начале 1992 года советскую символику сменили атрибуты нового владельца: багамский флаг, порт приписки — Нассау, с трубы убрали серп и молот и перекрасили в цвета российского флага, название на бортах судна изменилось на Maxim Gorkiy.
Изменения коснулись и экипажа, который постепенно сменили на российский, в основном из Санкт-Петербурга. Ресторанное, каютное обслуживание и машинное отделение оставались украинскими.
Расписание долгие годы оставалось типовым: с декабря по начало весны проходило кругосветное плавание, весной лайнер успевал совершить несколько круизов вокруг Европы переходя летом в северные широты, а осенью — на Средиземное море. Круизы прерывались на время ремонта, ежегодно проходившего (обычно в ноябре — декабре) в доках фирмы Blohm & Voss.
Новые изменения в облике судна произошли 3-25 декабря 2005 года: на трубе лайнера, перекрашенной в зелёный цвет разместили логотип компании Phoenix, также зелёными стали бортовые линии и звезда. В ходе капитальных ремонтов 1995, 1998 и 2001 на судне устанавливалось новое навигационное оборудование, опреснитель.
30 ноября 2008 года Maxim Gorkiy закончил эксплуатацию во фрахте немецкой компании Phoenix Reisen в Венеции.
20 августа 2008 года было объявлено о продаже корабля по завершении последнего круиза американской компании Оrient Lines. Из Венеции корабль проследовал в Пирей, планировался дорогостоящий ремонт, который должен был привести оборудование в соответствие с SOLAS-2010. Из внешних изменений — перекраска нижней части корпуса в темно-синий цвет по стандартам фирмы..
Намечалось очередное переименование, на сей раз в Marco Polo II (Компания раньше владела другим бывшим советским лайнером, Marco Polo (бывший «Александр Пушкин»).
В первый рейс (Барселона — Порт-Саид) корабль должен был отправиться 15 апреля 2009. Ресторанное и каютное обслуживание собирались заменить на филиппинцев.

## Финал карьеры

«М.Горький» в Аланге.

Однако, в связи с мировым финансовым кризисом, планы владельца изменились. 8 января 2009 судно продали индийской ресайклинговой фирме для дальнейшей утилизации за 4,2 млн евро. 28 января 2009 судно покинуло порт Пирей и отправилось в Аланг для дальнейшей утилизации. В это же время инициативная группа из Гамбурга во главе с депутатом городского законодательного собрания (от ХДС) Хансом Лафренцем пыталась найти спонсоров, чтобы выкупить лайнер и оставить в родном городе как «памятник технической культуры», используя в качестве плавучего отеля и конгресс-холла. К сожалению, Сенат Гамбурга выставил невыгодные условия, которые повлекли отказ одного из инвесторов финансировать проект. Своё новое имя Maxim M судно получило 15 февраля 2009 года. Пройдя в последний раз Суэцким каналом, Maxim M утром 23 февраля достиг Аланга (Индия), встал на якорь перед «берегом мертвых кораблей» и ранним утром 25 февраля 2009 в период прилива был посажен на береговую мель для последующей разделки.

## Капитаны турбохода
- Helmut Bender
- Herbert Stephan
- Peter Lohmeyer
- Peter Werner
- Сергей Леванович Дондуа
- Виталий Сергеевич Гришин
- Константин Константинович Никитин
- Геннадий Кириллович Завирюха
- Валентин Иванович Сидоров
- Петр Константинович Пашегор
- Марат Султанович Галимов
- Александр Борисович Носко (европейские круизы)
- Владимир Прокопьевич Якимов (кругосветные переходы)
- Сергей Андреевич Степанов (круиз в Гренландию 1986 год и европейские круизы 1986 и 1987 год)

## В культуре
Кроме любительских съёмок пассажиров и членов экипажа, есть документальный фильм т/о «Экран» (1979 год) про лайнер «Через три океана»; на борту судна проводились съёмки нескольких художественных фильмов. В 1973 году на теплоходе был снят фильм «Джаггернауот» (Великобритания, США).
Также кадры с «Максимом Горьким» были использованы в фильмах «Колье Шарлотты» и «Последний круиз» (2003). Существует много кинохроники, запечатлевшей знаменитое судно в разных уголках мира, снятой западными, в частности, немецкими кинодокументалистами.
В 1994 году на турбоходе прошёл финал Высшей лиги КВН между командами ЕрМИ, ХАИ и «Ворошиловские стрелки».
Подробный рассказ о жизни экипажа судна есть в книге А. И. Анненского «Фанера над Парижем. Эпизоды» (глава «Конец семидесятых. Москва, Одесса, весь мир»).
О своих впечатлениях от посещения «М.Горького» написал Михаил Жванецкий.
В соцсетях (Фейсбук, Одноклассники, В Контакте и др.) существуют разноязычные группы (сообщества) людей, работавших в разный период в составе экипажа и бывших пассажирами турбохода, которые до сих пор поддерживают связи, публикуют видео и фотохронику того времени.